# Seznam ruskih politikov
Seznam ruskih politikov.

## A
- Viktor Abakumov
- Leonid Abalkin
- Aslan Abašidze
- Iraklij Abašidze
- Ramazan Abdulatipov
- Konstantine (Kote) Abhazi
- Viktorija Abramčenko
- Sergej Abramov
- Rafael Abramovič Rejn
- Roman Abramovič
- Boris Adlejba
- Aleksej Adžubej
- Jurij Afanasjev
- Sergej Afanasjev
- Viktor Afanasjev
- Jurij Afonin
- Jakov Agranov
- Tamerlan Aguzarov
- Iljas Hamzatovič Ahmadov
- Han Ahmedov
- Sergej Ahromejev
- Nedirbaj Ajtakov
- Askar Akajev
- Pavel Akselrod
- Nikolaj Aksjonenko
- Aleksandr Aksjonov
- Sergej Aksjonov
- Aleksandrov
- Georgij Aleksandrov
- Ivan Akulov
- Grigorij Aleksinski
- Aleksej Aladin
- Vladimir Algasov
- Alu Alhanov
- Gejdar (Hejdar) Alijev
- Muhu Alijev
- Samed Alijev
- Anuarbek Alimžanov
- Viktor Alksnis
- Sarkis Ambarcumjan
- Jevgenij Ambarcumov
- Vasilij Andrijanov
- Andrej Andrejev
- Nina Andrejeva
- Kote Andronikašvili
- Igor Andropov
- Jurij Andropov
- Vasilij Anisimov (Afanasjev)
- Nikolaj Annenski
- Lembit Annus
- Viktor Anpilov
- Nikolaj Antipov
- Anatolij Antolov
- Aleksandr Antonov
- Anatolij Antonov
- Vladimir Antonov-Ovsejenko
- Osip Aptekman
- Babken Ararkcjan
- Georgij Arbatov
- Serhij Arbuzov
- Andrej Argunov
- Ivan Arhipov
- Averki Aristov
- Boris Aristov
- Inesa Armand
- Grigorij Aronštam
- Igor Artemjev
- Aleksandra Artjuhina
- Suren Arutjunjan
- Mihail Astafjev
- Igor Ašurbejli
- Kaihaziz Atabajev
- Almazbek Atambajev
- Sergej Atrošenko
- Ruslan Aušev
- Varlam Avanesov
- Nikolaj Avksentjev

## B
- Suhan Babajev
- Sergej Baburin
- Vasilij Bačuk
- Aleksej Badajev
- Sergej Bagapš
- Kjamran Mamed Bagirov
- Mir Džafar Bagirov
- Mikola Bahrov
- Mamuka Bahtadze
- Ahmet Baitursinov
- Nikolaj Bajbakov
- Vadim Bakatin
- Ivan Bakanov
- Kurmanbek Bakijev
- Oleg Baklanov
- Davit Bakradze
- Mihail Bakunin
- Giorgi Baramidze
- Viktor Barannikov
- Aleksandr Bastrikin
- Olga Bašmačnikova
- Karl Bauman
- Nikolaj Bauman
- Aleksandr Beglov
- Oleg Belavencev
- Nikolaj Beljajev
- Oleg Beljakov
- Aleksandr Beloborodov
- Andrej Belousov
- Boris Belousov
- Ivan Benediktov
- Gurbanguli Berdimuhamedov
- Serdar Berdimuhamedov
- Aleksandr Berdnikov
- Boris Berezovski
- Lavrentij Berija
- Aleksander Berkman
- Andris Bērziņš
- Jān(is) Bērziņ(š-Ziemelis)
- Nikolaj Bespalov
- Aleksandr Bessmertnih
- Gela Bezhuašvili
- Kaadyr-ool Bicheldey
- Aleksandra Birjukova
- Sergej Birjuzov
- Vjačeslav Bitarov
- Jakov Bljumkin
- Vasilij Blohin
- Filip Bobkov
- Nikolaj Bobrikov
- Aleksej Bobrinski
- Ivan Bodjul (Ion Bodil)
- Vladimir Bogoraz
- Jurij Bojko
- Älïhan Nurmuhameduli Bökejhan
- Valerij Boldin
- Jurij Boldirjev
- Vasilij Boldirjev
- Aleksej Bolšakov
- Ivan Bondarenko
- Jelena Bonner
- Georgij Boos
- Nikolaj Bordjuža
- Jurij Borisov
- Aleksandr Borodaj
- Mihail Borodin
- Pavel Borodin
- Pjotr Borodin
- Aleksandr Bortnikov
- Jevgenija Boš
- Algirdas Brazauskas
- Leonid Brežnjev
- Nikolaj Brjuhanov
- Eva Brojdo
- Grigorij Brojdo
- Vladimir Brovikov
- Andrej Bubnov
- Nikolaj Buharin
- Alihan Bukeihanov
- Vladimir Bukovski
- Vladimir Bulgak
- Nikolaj Bulganin
- Genadij Burbulis
- Nino Burdžanadze
- Fjodor Burlacki
- Aslan Bžanija

## C
- Iraklij Cereteli
- Jefim Cetlin
- Mihail Chakaja
- Giorgi Chanturia
- Ion Chicu
- Pikria Chihradze
- Aleksander Cjurupa
- Semjon Cvigun

## Č
- Jurij Čajka
- Nikolaj Čajkovski
- Aleksej Čalij
- Vasilij Čapajev
- Nikolaj Čaplin
- Kandid Čarkvijani
- Jevgenij Čazov
- Viktor Čebrikov
- Sergej Čemezov
- Nikolaj Černiševski
- Dmitrij Černišenko
- Anatolij Černjajev (1921-2017)
- Konstantin Černjenko
- Viktor Černomirdin
- Boris Černousov
- Viktor Černov
- Aleksandr Červjakov
- Stepan Červonenko
- Nikolaj Čheidze
- Ljudvig Čibirov
- Georgij Čičerin
- Aleksandre Čikvaidze
- Aleksandr Čimba
- Anatolij Čubajs
- Vlas Čubar
- Refat Čubarov
- Jakov Čubin
- Sergej Čuckajev
- Mihail Čudov
- Konstantin Čujčenko
- Jurij Čurbanov

## D
- Fjodor Dan
- Nikolaj Danielson - Daniševski
- Oleksij Danilov
- Oleg Davidov
- Abram Deborin
- Lev Dejč (Leo Deutsch)
- Vladimir Dekanozov
- Pjotr Demičev
- Karen Demirčjan
- Pavel Dibenko
- N. Dimšic
- Vasilij Djakonov
- Vasil Djurdinec
- Anatolij Dobrinin
- Roman Dobrohotov
- Igor Dodon
- Aleksandr Dogadov
- Vitalij Dogužijev
- Vladimir Dolgih (1924-2020)
- Pavel Dolgorukov
- Ivan Drač
- Aleksandr Drozdenko
- Džohar Dudajev
- Aleksandr Dugin
- Katarina Duncova
- Pjotr Durnovo
- Arkadij Dvorkovič
- Alesandr Dzasohov
- Mikalaj Dzemjantsjej (Nikolaj Dementjev)
- Feliks Dzeržinski
- Vladimir Džabarov
- Prokofij Džaparidze
- Tedo Džaparidze Tedo Japaridze
- Giorgi Džavahišvili
- Jazon Džavahišvili
- Mustafa Džemilev
- Rešat Džemilev

## E
- Sultan Mažid Efendijev
- Robert Ejhe
- Nahum Eitingon
- Abdulfaz Elčibej
- Shalva Eliava
- Henryk Ehrlich
- Eduard Essen

## F
- Valentin Falin
- Rafail Farbman
- Vera Figner
- Sergej Filatov
- Pavel Filip
- Pavel Finogenov
- Nikolaj Firjubin
- Boris Fjodorov
- Jevgenij Fjodorov
- Nikolaj Fjodorov
- Vitold Fokin
- Mihail Fonin
- Mihail Fradkov
- Woldemar Freedericksz
- Mihail Frinovski
- Mihail Frolenko
- Ivan Frolov
- Mihail Frunze
- Jekaterina Furceva
- Sergej Furgal

## G
- Rebaz Gabašvili
- Levan Gačehiladze
- Giorgi Gaharija
- Ahsarbek Galazov
- Muhametnazar Gapurov
- Jegor Gajdar
- Aleksandr Galuška
- Jan Gamarnik
- Tamaz Gamkrelidze
- Zvijad Gamsahurdija
- Svetlana Ganuškina
- Georgij Gapon
- Irakli Garibašvili
- Vasilij Garbuzov
- Aleksej Gaskarov
- Teljman Gdljan
- Nikolaj Gej
- Anatolij/Genadij Gerasimov
- Grigorij Geršuni
- Kirill Gevorgian
- Boris Gidaspov
- Nikolaj Gikalo
- Nika Gilauri
- Grigol Giorgadze
- A. Girenko
- Sergej Glazjev (Glasjev)
- Nikolaj Glebov-Avilov
- Sergo Goglidze
- Levan Gogoberizde
- Grigorij Golicin
- Tatjana Golikova
- Olga Golodec
- Nikolaj Goloded
- Fjodor Gološčokin
- Viktor Golovanov
- Fjodor Golovin
- Mark Gorbačov
- Mihail Gorbačov
- Anatolij(s) Gorbunov(s)
- Nikolaj Gorbunov
- Aleksej Gordejev
- Oleg Gordijevski
- Ivan L. Goremikin
- Aleksandr Gorkin
- Ivan Goroškin
- Boris Gostev
- Avram Gots
- Mihail Gots
- Stanislav Govoruhin
- Pavel Gračov
- Andrej Grečko
- Nikolaj Gredeskul
- German Gref
- Nikolaj Gribačov
- Dmitrij Grigorenko
- Pjotr Grigorenko
- Vagan Grigorjan
- Grigorij Grinko
- Viktor Grišin
- Boris Grizlov
- Boris Gromov
- Semjon Grossu
- Pavel Grudinin
- Aleksandr Gučkov
- Genadij Gudkov
- Besarion Gugušvili
- Isidor Gukovski
- Givi Gumbaridze
- Lado Gurgenidze
- Nikolaj Gusarov
- Sergej Gusev
- Vadim Gustov
- Kuzma Gvozdev

## H
- Radil Habirov
- Raul Hadžimba
- Izatullo Hajojev
- Irina Hakamada
- Ildar Halikov
- Jevgenij Haritonov
- Nikolaj Haritonov
- Mamuka Hazaradze
- Ruslan Hazbulatov
- Aleksandr Helfand (=Israel Parvus)
- Aleksander Hercen
- Georgij Hiža
- Mihail Hodorkovski
- Fajzula Hodžajev
- Ivan Hohlov
- Fatali Kan Hojski
- Vsevolod Holubovič
- Nikolaj Homjakov
- Oleksij Hončaruk
- Oleg Horohordin
- Hrihorij Hrinko (Grigorij Grinko)
- Viktor Hristenko
- Nikita Hruščov
- Narmahonmadi Hudajberdijev
- Stanislav Hurenko
- Mirza Davud Huseinov
- Marat Husnulin
- Aleksej Hvostov

## I
- Vitalij Ignatenko
- Aleksei Ignatjev
- Pavel Ignatjev
- Nikolaj Pavlovič Ignatjev
- Semjon Ignatjev
- Sergej Ignatjev
- Nikolaj Ignatov
- Vjačeslav Igrunov
- Akmal Ikramov
- Leonid Iljičov
- Kirsan Iljumžinov
- Irma Inašvili
- Adolf Ioffe
- Džaba Ioseliani
- Isakov
- Viktor Išajev
- Bidzina Ivanišvili
- Igor Ivanov
- Nikolaj Ivanov
- Sergej Ivanov
- Viktor Ivanov
- Vladimir Ivaško
- Aleksandr Izvolski

## J
Genrih Jagoda - Jona Jakir - Pjotr Jakir - Aleksander Jakovljev - Jakov Jakovljev - Nikolaj Jakovljev - Vasilij Jakovljev - Vladimir Jakovljev - Varvara Jakovljeva - Pjotr Jakubovič - Gleb Jakunin - Genadij Janajev - Zelimhan Jandarbijev - Nikolaj Janson - Vitalij Jarema - Jemeljan Jaroslavski - Jurij Jarov - Irina Jarovaja - Mihail Jasnov - Ilija Jašin - Grigorij Javlinski - Dmitrij Jazov - Aleksandr Jefremov - Dominik Jefremov - Ivan Jefremov - Mihail Jefremov - Nikolaj Jegoričev - Nikolaj Jegorov - Jurij Jehanurov - Boris Jelcin - Mark Jelizarov - Abel Jenukidze - Olga Jepifanova - Aleksej Jepišev - Gregorij Jeremej - Viktor Jerin - Grigorij Jevdokimov - Aleksandr Ježevski - Nikolaj Ježov - Sergej Ježov (Cederbaum) - Pavel Judin - Ihor Juhnovski - Valentin Jumašev - Konstantin Jurenjev - Ismail Jusupov - Sergej Jušenkov

## K
Kabanov - Ivan (Johannes) Käbin - I. F. Kadacki - Vladimir Kadanikov - Ahmat Kadirov - Ramzan Kadirov - Lazar Kaganovič - Mihail Kaganovič - Kahiani - Mihail Kalinin - Jānis Kalnbērziņš - Oleg Kalugin - Kallibek Kamalov - Lev Kamenjev - Grigorij Kaminski - Boris Kamkov - Ivan Kapitonov - Ja. Kapustin - Sergej Karaganov - Lev Karahan - Tigran Karahanov - Giorgi Karkarašvili - Grigorij Karasin - Aleksander Karelin - Vladimir Karelin - Islam Karimov - Nikolaj Karotamm - Dmitrij &Lavrentij Kartvelišvili - Sarkis Kasjan - Mihail Kasjanov - Gari Kasparov - Konstantin Katušev - Sergej Kavtaradze - Aleksandr Kazakov - Nikolaj Kazakov - Ivan Kazanec - Anatollij Kinah - Aleksej Kazannik - Vjačeslav Kebič - Mihail Kedrov - Aleksander Kerenski - Vahtang Kikabidze - Anatolij Kinah - Sergej Kirijenko - Andrej Kirilenko - Vladimir Kirilin - Sergej Kirov - Aleksej Kiseljov - Tihon Kiseljov - Vladimir Kišba - Tengiz Kitovani - Ilja K/Hlebanov - Giorgi Khoshtaria - Vilgelm Knorin(š) - Irakli Kobahidze - Valerian Kobahija - Mihail Kobecki - Amayak &Bogdan Kobulov - Jurij Kocjubinski - Eduard Kokoiti - Andrej Kokoškin - Vladimir Kokovcov - Genadij Kolbin - Aleksandr Kolčak - Andrej Kolegajev - Marija Kolesnikova - Mihail Kolesnikov - Vladimir Kolokolcev - Aleksandra Kolontaj - Nikolaj Komarov - Nikolaj Kondratenko - Anatolij Koni - Daniil Konstantinov - Ilja Konstantinov - Aleksandr Konovalov - Georgij Kornijenko - Oleksandr Kornienko - Aleksandr Kornilov - Lavr Kornilov - Vitalij Korotič - Nikolaj Korotkov - Aleksandr Koržakov - Kosarjev - Aleksej Kosigin -  Stanislav Kosior - Vladislav Kosior - Merab Kostava - Vladimir Kotelnikov - Kotov - Grigorij Kotovski - Nikolaj Koval/Nicolae Coval - Jelizaveta Kovalskaja - Andrej Kovaljov - Nikolaj Kovaljov - Marija Kovrigina - Marina Kovtun - Dmitrij Kozak - Andrej Kozirjev - Aleksandr Kozlov - Frol Kozlov - Aleksandr Kozlovski - Oleksandr Kozmuk - Oleg Kožemjako - Vladimir Kožin - Vadim Kožinov - Pjotr Krasikov - Leonid Krasin - Viktor Krasin - Aleksandr Krasnoščokov - Pjotr Krasnov - Boris Kravcov (1922-) - Viktor Kress - Nikolaj Krestinski - Vasilij Krestjaninov - Nikolaj Krilenko - Solomon Krim - Aleksandr Krinicki - Valter Krivicki - Aleksandr Krivošejn - Vladimir Krjučkov - Peter Kropotkin - Sergej Kruglov - Jānis Kruminš - Nadežda Krupskaja - Gleb Kržižanovski - Nikolaj Kubjak - Aleksej Kudrin - Valerjan Kujbišev - Jevgenij Kujvašev - Fjodor Kulakov- Genadij Kulik - Ivan Kulik - Anatolij Kulikov - Viktor Kulikov - Dinmuhamed Kunajev - Serhij Kunitsin - Valentin Kupcov - Sergej Kurašov - Dmitrij Kurski - (Donduk Kuular) - Otto Kuusinen - Josif Kuzmin - Aleksej Kuznjecov - Vasilij Kuznjecov - Giorgi Kvirikašvili - Emanuel Kviring - Emzar Kvitsiani - Aleksandr Kvjatkovski

## L
Vilis Lācis - Vladimir Ladarija - Nestor Lakoba - Karl Lander (Kārlis Landers) - Vytautas Landsbergis - Sergej Lapin - Mihail Lapšin - Mihail Laševič - Anatolij Lavrentjev - Pjotr Lavrov - Sergej Lavrov - Pavel Lazimir - P. Lazutin - Aleksand(e)r Lebed - Aleksej Lebed - Dmitrij Lebed - Igor Lebedjev - Ivan Lebedjev - Pavel Lebedjev-Pojanski - Sergej Lebedjev - Lenin - Andrejs Lepse - Mihail Lesečko - Aleksandr Levintal - Mihail (Mark) Liber - Jegor Ligačov (1920-2021) - Vasilij Lihačov - Eduard Limonov - Nikolaj Lisenko - Vladislav Listjev - Maksim Litvinov - Martin Ljadov - Oleh (Oleksandr) Ljaško - Olga Ljubimova - Genrih Ljuškov - Aleksej Lobanov-Rostovski - Mihail Lobanov - Pavel Lobanov - Oleg Lobov - Pjotr Lomako - Vano (Besarion) Lominadze - Georgij (Afanasij) Lomov (Oppokov) - German Lopatin - Solomon (Aleksandr) Lozovski - Petru Lučinski - Nusratula Lutfulajev - Andrej Lugovoj - Vladimir Lukin - Anatolij Lukjanov - Anatolij Lunačarski - Ivan Lutak - Jurij Lužkov - Georgij Lvov

## M
Vladimir Mackevič - P. Maggo - Magomedali Magomedov - Kahar Mahkamov - Nusratullo Maksum - Absamat Masalijev - Filip(p) Maharadze - Miheil Maharadze - Valerij Maharadze - Ivan Majski - Albert Makašov - Vasilij Maklakov - Georgij Malenkov - Jakov Malik - Rodion Malinovski - Vjačeslav Mališev - Oleg Mališkin - Konstantin Malofejev - Anatolij Malofejev - Enver Mamedov - Tajmuraz Mamsurov - Samson Mamulia - Jurij Manjevekov - Mansurov - Dmitrij Manuiljski - Aleksandr Manuilov - Gurij Marčuk - Giorgi Margvelašvili - Aleksandr Martinov - Julij Osipovič Martov - Absamat Masalijev - Aslan Mashadov - Arkadij Maslennikov - Jurij Masljukov - Vitalij Masol - Pjotr Mašerov - Anatolij Matvijenko - Valentina Matvijenko - Kiril Mazurov - Mamuka Mdinaradze - Polikarp Mdivani - Leopold Mechelin - Vladimir Medinski - Sergej Medvedčuk - Viktor Medvedčuk - Dmitrij Medvedjev - Jevgenij Medvedjev - Juhim Medvedjev - Pavel Medvedjev - Sergej Medvedjev - Vadim Medvedjev - Lev Mehlis - Sergej Petrovič Melgunov - Serhij Melničuk - Aleksandr Melnikov - Ivan Melnikov - Iraklij Menagarišvili - Sergej Menjajlo - Mihail Menšikov - Vjačeslav Menžinski - Vsevolod Merkulov - Valentin Mesjac - Jurij Meškov - Dmitrij Mezencev - Ivan Mežlauk - Valerij Mežlauk - Grigol Mgaloblishvili - Akaki Mgeladze - Vlasa Mgeladze - Vinc(ent)as Mickevič(ius)-Kapsukas - V. in N. Mihajlov - Nikolaj Mihajlovski - Anastas Mikojan - Alaksandar Milinkievič - Mihail Millionščikov - Pavel Miljukov - Vladimir Miljutin - Vladimir Milov - Rustam Minnihanov - Sergej Mironov - Šavkat Mirzjojev - Levon Mirzojan - Mihail Mišustin - Georgij Miterev - Sergej Mitrohin - Oleg Mitvol - Venedikt Mjakotin - Aleksandr Mjasnikov(-kjan) - Gavril Mjasnikov - Ruben Mkrtičjan (Rubenov) - Anatolij Mohiljov - Mihail Mojsejev - Vjačeslav Molotov - Oleksandr Moroz - Nikolaj Morozov - Hennadij Moskal - Ivan Moskvin - Mihail Moskvin (Trilisser) - Pavel Mostovoj - Vladimir Movsisjan - Farid Muhametšin - Jurij Muhin - Mirzo Muhitdinov - Nuritdin Muhitdinov - Vsevolod Murahovski - Jevgenij Murajev - Matvej Muranov - Zinad Muratov - Artur Muravjov - Nikita Muravjov - Mürisep - Sergej Muromcev - Gazanfar Musabekov - Imam Mustafajrev - Ajaz Mutalibov - Vitalij Mutko - Vasilij Mžavanadze

## N
Elvira Nabiullina - Rahmon Nabijev - Dmitrij Nabokov - Vladimir Dmitrijevič Nabokov - Boris Nadeždin - Vjačeslav Nagovicin - Nariman Narimanov - Lev Nariškin - Sergej Nariškin - Natalija Naročnickaja - Ljudmila Narusova - Jadgar Nasriddinova - Mark Natanson - Aleksandr Naumov - Aleksej Navalni - Nursultan Nazarbajev - Andrej Nečajev - Sergej Nečajev - Nikolaj Nekrasov - Boris Nemcov - Anatolij Neratov - Sergej Neverov - Vladimir Nevski - Saparmurat Nijazov - Nikolaj Nikiforov - Pjotr Nikiforov - Aleksej Nikitin - Vladilen Nikitin - Viktor Nikonov - Rafik Nišanov - Viktor Nogin - Ivan Nosov - Aleksandr Novak - Ignat Novikov - Jurij A. Novikov - Vladimir Novikov - Santeri Nuorteva - Rašid Nurgalijev - Zijad Nurijev - Nigmet Nurmakov

## O
- Valerian Obolenski
- Sergej Oldenburg
- Sherig-ool Oorzhak
- Georgij Opokov (= Afanasij Lomov)
- Mamia (Ivan) Orahelašvili
- Sergo (Grigorij) Ordžonikizde
- Nikolaj Organov
- Aleksandr Orlov
- Dmitrij Orlov
- Oleg Orlov
- Vladimir Orlov
- Aleksandr Osatkin-Vladimirski
- Roza Otunbajeva
- Aleksej Overčuk
- Bališ Ovezov

## P
Nikolaj Pahomov - Justas Paleckis - Anatolij Pamfilov - Ella Pamfilova - Sofia Panina - Boris Pankin - Matsak Papjan - Petru Pascari - Leonid Pasečnik - Zurab Pataradze - Džumber Patiašvili - Nikolaj Patoličev - Nikolaj Patrušev - K. Pauker - Valentin Pavlov - Gleb Pavlovski - Nikolaj Pegov - Jan(is) Pejve - Arvīd(s) Pelše - Viktor Pepeljajev - Sofija Perovskaja - Mihail Pervuhin - Aleksej Pešehonov - Jakov (Jekabs) Peters - Nikolaj Petrakov - Jurij Petrov - Boris Petrovski - Grigorij Petrovski - Konstantin Petuhov - Andrej Pivovarov - Jurij Pjatakov - Josif (Osip) Pjatnicki - Viktor Plakida - Georgij Plehanov - Vjačeslav Plehve - Eduard Pleske - Mihail Pletnjov - Ivan Pljušč - Konstantin Pobedonoscev - Nikolaj Podgorni - Fjodor Podtjolkov - Nikolaj Podvojski - Nikolaj Podznanski - Natalija Poklonskaja - Mihail Pokrovski - Nikolaj Pokrovski - Nikolaj Poletajev - Vladimir Polevanov - Aleksej Polivanov - Ivan Poljakov - Vasilij Poljakov - Dmitrij Poljanski - Vladimir Polonski - Ivan Polozkov - Georgij Poltavčenko - Mihail Poltoranin - Pantelejmon Ponomarenko - Boris Ponomarjov - Lev Ponomarjov - Pjotr Popkov - Jakov Popok - Gavril Popov - Georgij Popov - Nikolaj Popov - Vasilij Popov - Vladimir Popovkin - Aleksandr Poskrebišev - Pjotr Pospelov - Pavel Postišev - Vladimir Potanin - Leonid Potapov - Aleksander Potresov - Boris Pozern - Eduard Pramnek - A. Pravdin - Jevgenij Preobraženski - Jevgenij Prigožin -Sergej Prihodko - Zahar Prilepin -Jevgenij Primakov - Pavel Prokkonen - Jurij Prokofjev - Vladimir Promislov - Vasilij Pronin - Proš Prošjan - Aleksandr Protopopov - Vladimir Ptuha - Sergej Pugačov - Boris Pugo - Valerij Pustovojtenko -  Vladimir Putin - Aleksandr Puzanov

## R
Karl Radek - Abdula Rahimbajev - Murtaza Rahimov - Emomali Rahmon(ov) - Kristijan (Krastjo) Rakovski - Noe Ramišvili - Avksentij Rapava - Grigorij Rapota - Grigorij Rasputin - Mammad Amin Rasulzadeh - Šaraf Rašidov - Valerij Raškin - Aleksej Razumovski - Georgij Razumovski - Mihail Razvožajev - Stanislav Redens - Oleksij Reznikov - Jurij Ribakov - Nikolaj Ribakov - Ivan Ribkin - Aleksej Rikov - Turar Riskulov - Aleksandr Rittih - Oskar Rivkin - Nikolaj Rižkov (1929-2024) - Vladimir Rižkov - Jurij Rižov - Jakov Rjabov - Nikolaj Rjabov - Pavel Rjabušinski - David Rjazanov - Martemjan Rjutin - Igor Rodionov - Nikolaj Rodionov - Mihail Rodzianko - Dmitrij Rogozin - Lev Rohlin - Jevgenij Rojzman - Konstantin Rokosovski - Anatolij Romanov - Grigorij Romanov - Nikolaj Romanov - Eduard Rossel - Borislav Rozenblat - Arkadij Rozengolc - Ilja Rubanovič - Vitālijs Rubenis (Vitalij Ruben) - Ruben Rubenov (Mkrtčjan) - Alfred(s) Rubiks - Aleksandr Ruckoj - Aleksandr Rudakov - Roman Rudenko - Konstantin Rudnjev -Jān(is) Rudzutak(s) - Mojsej Ruhimovič - Oleg Rumjancev - Konstantin Rusakov - Nikolaj Rusanov - Vladimir Rušajlo - Arnold Rüütel (1928-2024)

## S
Muhammat Sabirov - Dmitrij Sablin - Maksim Saburov - Oleg Safonov - Arsenij Safronov - Avetik Hovhannesi Sahakjan - Andrej Saharov - Valerij Sajkin - Boris Saltikov - Timofej Sapronov - Aram Sarkisjan - Armen Sarkisjan - Serge Sarkisjan - Babken Sarkisjan (-ov) - Sarkis Sarkisov - Boris Savinkov - Sergej Sazonov - Vasilij Schmidt - Igor Sečin - Genadij Seleznjov - Nikolaj Semaško - Vladimir Semičastni - Genadij Semigin - Galina Semjonova - Anatolij Serdjukov - Valerij Serdjukov - Leonid Serebrjakov - Aleksander Serebrovski - F. A. Sergejev - Igor Sergejev - Ivan Serov - Tengiz Sigua - Ivan Silajev (1930-2023) - Anton Siluanov - Dmitrij Sipjagin - Sergej Sircov - Sisojev - Stepan Sitarjan - Genadij Sizov - Skljanski - Matvej Skobeljev - Jurij Skokov - Jelena Skrinnik - Jurij Skuratov - Juozapas Skvireckas - Ivan Skvorcov-Stepanov - Nikolaj Skvorcov - Veronika Skvorcova - Emilia Slabunova - Nikolaj Sljunkov - Anton Slucki - Leonid Slucki - Pjotr in Sofija Smidovič - Ivar(s) Smilga - Aleksandr Smirnov - Georgij Smirnov - Igor Smirnov - Leonid Smirnov - Lev Smirnov - Nikolaj Smirnov - Valerij Marksovič Smirnov - Vladimir Smirnov - Antanas Snečkus - Snegov - Mircea Snegur - Anatolij Sobčak - Ksenija Sobčak - Sergej Sobjanin - Ljubov Sobol - Grigorij Sokolnikov - Aleksandr Sokolov - Jefrem Sokolov - Sergej Sokolov - Venjamin Sokolov - Vasilij Sokolovski - Aron Solc - Mihail Solomencev - Aleksander Solovjov - Ivan Solovjov - Jurij Solovjov - Leonid Solovjov - Oleg Soskovec - Suren Spandarjan - Mihail Speranski - Ivan Spiridonov - Marija Spiridonova - Mihail Stahovič - Stalin - Grigorij Stari (Borisov) - Nikolaj Starikov - Vasilij Starodubcev - Galina Starovojtova - Jelena Stasova - Aleksej Stecki - Olga Stefanišina - Isaac Steinberg - Valentin Stepankov - Sergej Stepnjak-Kravčinski - Sergej Stepašin - Pjotr Stolipin - Jegor Strojev - Pjotr Struve - Pjotr Stučka - Pavel Sudoplatov - Nikolaj Sudzilovski - Nikolaj Suhanov - Daniil Sulimov - Mirza Sultan-Galijev - Maksim Surjakin - Mihail Surkov - Vladislav Surkov - Mihail Suslov - Nikolaj Svanidze - Jakov Sverdlov

## Š
Lazar Šackin - Suren Šadunc - Georgij Šahnazarov - Aleksandr Šahraj - Sergej Šahraj - Žumabaj Šajahmetov - Mintimer Šajmijev - Midhat Šakirov - Aleksej Šapošnikov - Jevgenij Šapošnikov - Vasilij Šarangovič - Nikolaj Šatalin - Stanislav Šatalin - Stepan Šaumjan - Nikolaj Ščedrin - Nikolaj Ščelokov - Vladimir Ščerbak - Aleksandr Ščerbakov - Vladimir Ščerbakov - Vladimir Ščerbicki - Boris Ščerbina - Nikolaj Ščors - Leonid Šebaršin - Viktor Šeinis - Aron Šejnman - Aleksandr Šeljepin - Oleg Šenin - Dmitrij Šepilov - Eduard Ševardnadze - Tatjana Ševcova - Jurij Ševčenko - Valentina Ševčenko - Jevgenij Ševčuk - Andrej Šingarjov - Dmitrij Šipov - Ivan Šipov - Matvej Škirjatov - Školnikov - Aleksandr Šlihter - Aleksandr Šljapnikov - Lev Šlosberg - Vasilij Šmidt - Aleksander Šohin - Kužuget Šojgu - Larisa Šojgu - Sergej Šojgu - Vjačeslav Šostakovski - Aleksandr Šotman - Vjačeslav Šport - Mihail Štakovič - Isaak Štejnberg - Pavel Šternberg - Boris Šturmer - Vasilij Šulgin - Matejus Šumauskas - Vladimir Šumejko - Boris Šumjacki - Stanisłaŭ Šuškievič - Igor Šuvalov - Nikolaj Švernik - Mihail Švidkoj

## T
Fikrjat Tabejev -  Archil Talakvadze - Nikolaj Talizin - Vasile Tarlev - Artjom Tarasov - Mihail Tarasov - Sergej Tarasov - Giorgi Targamadze - Ivan Teodorovič - Levon Ter-Petrosjan - Vagaršak Ter-Vaganjan - Vladimir Terebilov - Mihail Tereščenko - Ivan Tevosjan - Nicolae Vasile Timofti - Lev Tihomirov - Nikolaj Tihonov (1905-97) - Ariadna Tirkova-Williams - Boris Titov - Fjodor Titov - Konstantin Titov - Vitalij Titov - Viktor Tjulkin - Nikolaj Tjutčev - Aleksandr Tkačov - Salčak Toka - Kasim-Žomart Tokajev - Konstantin Tolkačov - Boris Tolstih - Vasilij Tolstikov - Boris L. Tolstoj - Dimitrij Andrejevič Tolstoj - Lev Nikolajevič Tolstoj - Pjotr Tolstoj - Mihail Tomski - Ivan Tovstuha - Sergej Trapeznikov - Nikolaj Travkin - Aleksandr Trepov - Dmitrij Trepov - Sergej Tretjakov - Lev Trocki - Vladimir Trustovski - Jurij Trutnev - Ivan Tsiklauri - Mihail Tugan-Baranovski - Aman Tulejev - Grigorij Tunkin - Andrej Turčak - Oleksandr Turčinov

## U
- Hennadiy Udovenko
- Aleksandr Ugarov
- Nikolaj Uglanov
- Konstantin Uhanov
- Guntis Ulmanis
- Kārlis Ulmanis
- Vasilij Ulrih
- Sazhi Umalatova
- Josif Unšliht
- Grigol Uratadze
- Mojsej Uricki
- Jakov Urinson
- Inamžon Usmanhodžajev
- Gumer Usmanov
- Dmitrij Ustinov
- Vladimir Ustinov
- Turkadun Usubalijev
- David Usupašvili
- Nikolaj Ustrjalov - Ušakov

## V
- Sergej Vahrukov
- Vasilij Vahrušev
- Karl Vaino
- Anton Vaino
- Boris Vannikov
- Josif Varejkis
- Valentin Varennikov
- Grigol Vashadze
- Vladimir Vasiljev
- Olga Vasiljeva
- Aleksandr Vasiljevski
- Genadij Vedernikov
- Raimonds Vējonis
- Vladimir Veličko
- Sergej Veršinin
- Abdul Rahman Vezirov
- Mir Hasan Vezirov
- Vladimir Vilenski-Sibirjakov
- Oleksandr Vilkul
- Maksim Vinaver
- Vladimir Vinogradov
- Andrej Višinski
- Mihail Vladimirski
- Nikolaj Vlasik
- Aleksandr Vlasov
- Ivan Vlasov
- Grigorij Vojtinski
- Pjotr Volgorodskij
- Feliks Volhovski
- Vladimir Volkonski
- Aleksej Volkov
- Vladilen Volkov
- V. Volodarski (Mojsej Goldstein)
- Vjačeslav Volodin
- Aleksandr Vološin
- Arkadij Voljski
- Vladimir Voljski
- Andrej Vorobjov
- Julij Voroncov
- Lev Voronin
- Jurij Voronin
- Vladimir Voronin
- Genadij Voronov
- Kliment Vorošilov
- Vitalij Vorotnikov
- Augusts Voss
- Aleksandr Voznesenski
- Nikolaj Voznesenski

## W
- Sergej Witte
- Peter Wrangel/Vrangel

## Z
- Zadelava
- Mihail Zadornov
- Vadim Zagladin
- Vladimir Zagorski
- Aleksandr Zaharčenko
- Zajcev
- Lev Zajkov
- Ahmad Zakajev
- Leonid Zakovski
- Pjotr Zalucki
- Leonid Zamjatin (1922-2019)
- Pjotr Zaslavski
- Vera Zasulič
- Vladimir Zatonski
- Aleksandr Zaverjuha
- Doku Zavgajev
- Izak Zelenski
- Rozalija Zemljačka
- Mihail Zimjanin
- Grigorij Zinovjev
- Murat Zjazikov
- Genadij Zjuganov
- Sergej Zorin
- Valentin Zorin
- Valerij Zorkin
- Semjon Zubakin
- Viktor Zubkov
- Salome Zurabišvili/Salome Zourabičvili
- Arsenij Zverev
- Juhim Zvjahilski

## Ž
- Andrej Ždanov
- Andrej Željabov
- Vladimir Žigalin
- Vladimir Žirinovski (1946-2022)
- Noj (Noe) Žordanija
- Aleksandr Žukov
- Georgij Žukov
- Aleksej Žuravljov
- Zurab Žvanija